# Корда (конный спорт)
Ко́рда (возможно через пол. korda, из фр. соrdе, от лат. соrdа, греч. χορδή), привозжек, лонжа — это вспомогательное средство для работы с лошадьми в руках, специальный шнур (лента, тесьма, верёвка) длиной около 7 метров, который держат в левой руке, если гоняют лошадь по корде влево, а если гоняют вправо — в правой, или вокруг специального столба для выездки поверх.
Во время тренировки на корде лошадь движется по кругу.

## Использование
Корда (привозжек, лонжа) используют длиной 8—10 метров и шириной 15—20 миллиметров. Иногда для работы в руках используют короткую корду длиной 4—5 метров. Корда должна быть прочной и лёгкой, чтобы не обременять рот лошади, а также должна быть без узлов и других шероховатостей, мешающих ей скользить в руках кордового (всадника).
Корду «фикс» прикрепляют к кольцу трензеля через затылок лошади карабином (другую модель пристёгивают к капцуну или оголовью). Другой конец корды с петлёй для удержания в руке; оставшиеся метры корды находятся в другой руке кордового, гоняющего лошадь или на специальном столбе. При этом нужно обратить внимание, чтобы свёрнутая в несколько кругов часть не свисала низко и кордовой не запутался в ней, а также при возникновении непредвиденной ситуации лошадь сама же в ней не запуталась.  Корду нужно держать в руке так, чтобы в любое время её можно было удлинить или укоротить. Ведущая рука находится на высоте рта лошади и регулирует натяжение корды (лонжи). Гонять на корде с опущенной рукой и свисающей кордой — это передвижение лошади. Чтобы работать с лошадью на корде, руки нельзя опускать и нельзя расслабляться.

## Значимость
Работа на корде — это самая первая работа с молодыми лошадьми, она практикуется для приучения лошади ходить под седлом, при напрыгивании, исправлении дурноезжих лошадей и прежде всего  с лошадьми, обладающими слабыми спинами и мышцами в принципе. Работу на корде применяют также, если всадник ещё не научился входить в ритм движения лошади и с лошадьми, утратившими ход и размашистость, а также с такими, которых после перенесённой болезни следует щадить. На корде лошадь работает правильно, когда она передвигается спокойными размашистыми аллюрами.

## Прочее
При работе на корде большую роль играет прикрепление вспомогательных поводьев, равномерное, умелое пользование кордой, хлыстом и голосом. Лошадь обязана уметь реагировать на все эти команды. В процессе работы на корде, её можно научить этому. Обе последние возможности воздействия заменяют пояснично-крестцовый отдел и шенкеля всадника, в то время как воздействия поводьев более или менее активно передаются через корду и пассивно — через соответствующее прикрепление поводьев. Прикрепление поводьев, а также воздействия голосом и хлыстом требуют умения и сосредоточенного внимания. Во время работы часто приходится поправлять прикрепление корды. Всадники, не научившиеся входить в ритм движения лошади, никогда не заменят отсутствующее умение работой на корде. С помощью корды лошадь можно временно исправить, но если всадник неправильно сидит в седле, то он её вновь быстро испортит. Поэтому свою лошадь лучше исправлять, научившись входить в ритм её движения.